# Ronnie Self
Pour les articles homonymes, voir Self.
Ronnie Self, né le 5 juillet 1938 à Tin Town, Missouri et mort le 28 août 1981 à Springfield, Missouri, est un chanteur et musicien américain. Il est une des figures notables du rockabilly sauvage des années 1950, à l'instar de Billy Lee Riley et Sonny Burgess chez Sun Records.

## Son enfance
Ronnie Self est né le 5 juillet 1938 à Tin Town, Missouri, à quelque trente miles au nord de la ville de Springfield. Il est l'ainé d'une famille de cinq enfants. Son père, Raymond Self, un agriculteur devenu cheminot et sa mère Hazel Self née Sprague n'ont pas la vie facile avec lui. Il a la réputation d'un enfant coléreux, bagarreur et sauvage. Il connaîtra plusieurs incidents de parcours dans sa jeunesse:  vandalisme, vols, agressions sur des personnes. Très jeune, il s'intéresse à la musique puis commence à écrire des chansons à l'âge de 15 ans. Ses relations avec ses parents sont déplorables. Son épouse Dorothy dira de lui : « Lorsque je l'ai rencontré il portait une bible sur lui et m'a assuré de se faire assez d'argent pour sortir les gens de la pauvreté. Mais les années ont passé, et il a montré une hostilité croissante à leur égard qu'il m'était difficile de comprendre ».

## Carrière
Le 16 décembre 1957, il enregistre des faces dans les studios d'Owen Bradley, le Cavernous Bradley Studio à Nashville où il enregistre une composition de Webb Pierce et Mel Tillis qui sortiront sur le label Columbia. On peut citer Bop A Lena en 1958 qui rentre au Billboard à la 68e place, Big Fool, Rocky Road Blues, Ain't I'm a Dog, You're So Right for Me, sa série de classiques serait incomplète si on ne rajoutait pas Pretty Bad Blues enregistré pour Abc Paramount. Il fera ensuite une carrière de compositeur dont on peut citer le classique interprété par Brenda Lee I'm Sorry. Un an avant son décès, Dave Edmunds enregistre l'une de ses compositions Home In My Hand et cinq mois après sa mort c'est Diana Ross qui connaîtra le succès en reprenant une autre composition de Ronnie Self Mirror, Mirror.

## Discographie
| Année | Titre                                    | Label                 |
| ----- | ---------------------------------------- | --------------------- |
| 1956  | Pretty Bad Blues / Three Hearts Later    | ABC-Paramount Records |
| 1956  | Sweet Love / Alone                       | ABC-Paramount Records |
| 1957  | Big Fool / Flame Of Love                 | Columbia Records      |
| 1957  | Ain’t I’m A Dog / Rocky Road Blues       | Columbia Records      |
| 1958  | Bop-A-Lena / I Ain’t Goin' Nowhere       | Columbia Records      |
| 1958  | Big Blon’ Baby / Date Bait               | Columbia Records      |
| 1958  | You’re So Right For Me / Petrified       | Columbia Records      |
| 1959  | This Must Be The Place / Big Town        | Decca Records         |
| 1960  | So High / I’ve Been There                | Decca Records         |
| 1962  | Something You Can’t Change / Instant Man | Decca Records         |
| 1962  | Oh Me, Oh My / Past, Present and Futute  | Decca Records         |
| 1963  | Houdini / Bless My Broken Heart          | Kapp Records          |
| 1967  | Ain’t A Dandy / Long Distance Kiss       | Scratch Records       |
| 1968  | High On Life / The Road Keeps Winding    | Amy Records           |
|       |                                          |                       |